# Rohan Marley
Rohan Anthony Marley (ur. 19 maja 1972 w Kingston, na Jamajce) – jamajski przedsiębiorca i były zawodnik gridiron football. Syn artysty reggae Boba Marleya i Janet Hunt.

## Życiorys
Urodził się i wychował w Kingston, na Jamajce podczas małżeństwa swojego ojca z Ritą Marley i mieszkał z nią od czwartego roku życia, aż przeniósł się do matki Marleya po tym, jak jego ojciec zmarł na raka w Miami w 1981.
W 1991 ukończył Miami Palmetto Senior High School w Pinecrest na Florydzie. Grał w futbol amerykański na pozycji wspomagającego na Uniwersytecie Miami u boku Dwayne’a Johnsona, Warrena Sappa i Raya Lewisa. W 1993 prowadził Hurricane z 95 próbami. Następnie trafił do zawodowej ligi futbolu kanadyjskiego Canadian Football League z niefunkcjonującym już Ottawa Rough Riders.
Próbował także swoich sił w świecie mody i założył linię odzieżową Tuff Gong i rodzinną organizację charytatywną „1Love”. W 2007 w Górach Błękitnych w zachodniej części Jamajki założył własną markę organicznej kawy Marley Coffee. Firma była prowadzona na 52-hektarowej posiadłości w Portland. Marley pojawił się w krótkometrażowych filmach dokumentalnych, takich jak Three Thug Mice (2008), Jedna filiżanka kawy (One Cup of Coffee, 2009), Ojczyzna (Motherland, 2010) i Marley Africa Roadtrip (2011). Można go było również zobaczyć w teledyskach do piosenek Lauryn Hill takich jak „To Zion” (1998), „Turn Your Lights Down Low” (1999) i „Selah” (2002).
W styczniu 2011 na targach Consumer Electronics Show w Las Vegas wypromował serię przyjaznych dla środowiska słuchawek „House of Marley”.

## Życie prywatne
18 marca 1993, będąc studentem drugiego roku w college’u, Marley poślubił swoją dziewczynę Geraldine Khawly. Mieli córkę Eden (ur. 1994) i syna Nico (ur. 1995), który grał na pozycji wspomagającego w Tulane, a w 2017 w Washington Football Team. Od marca 1996 do listopada 2008 był związany z piosenkarką Lauryn Hill, z którą ma pięcioro dzieci: trzech synów – Ziona Davida (4 sierpnia 1997), Joshuę Omaru (ur. 2001) i Johna (ur. 2003) oraz dwie córki – Selah Louise (12 września 1998) i Sarah (ur. 2008). W 2019 ożenił się z Barbarą Fialho, z którą ma córkę Marię (ur. 1 sierpnia 2019).